# Мойоли, Джузеппе
Джузеппе Мойоли (итал. Giuseppe Moioli; 8 августа 1927[…], Манделло-дель-Ларио, Ломбардия — 5 мая 2025, Манделло-дель-Ларио, Ломбардия) — итальянский спортсмен, олимпийский чемпион по академической гребле в четвёрках распашных без рулевого (1948), многократный чемпион Европы.

## Биография
Родился в Манделло-дель-Ларио на берегу озера Комо. Работал на заводе Moto Guzzi и выступал за заводскую гребную команду Canottieri Moto Guzzi, которая тренировалась на Комо.
В 1947 году гребцы этой команды выиграли золото на первом послевоенном чемпионате Европы в Люцерне в четвёрках распашных без рулевого, а в августе 1948 года стали олимпийскими чемпионами в Лондоне, опередив команды Дании (отстала на 4,5 сек) и США (отстала на 8,7 сек). В состав команды входили Мойоли, Элио Морилле, Джованни Инверницци, Франческо Фаджи. Это была третья в истории победа итальянцев в академической гребле на Олимпийских играх и первая с 1928 года.
В 1950-е годы Мойоли в составе итальянской четвёрки ещё несколько раз побеждал на чемпионатах Европы в четвёрках распашных без рулевого. Однако на Олимпийских играх 1952 года итальянцы неожиданно не сумели пробиться в финал. Спустя 4 года итальянская команда вышла в олимпийский финал в четвёрках распашных без рулевого, но заняла в нём последнее, 4-е место. На Олимпийских играх 1960 года Мойоли был запасным и на старт не выходил.
После окончания карьеры работал тренером в Canottieri Moto Guzzi, воспитал несколько сильных гребцов, которые также представляли Италию на Олимпийских играх. В частности, у Мойоли занимался олимпийский чемпион 1988 года Пьеро Поли.
Умер 5 мая 2025 года, не дожив трёх месяцев до 98 лет.